# Felix Dahn

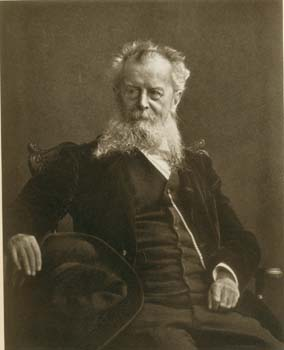
Felix Dahn

Felix Dahn (Hamburg, 9 februari 1834 - 3 januari 1912, Breslau) was een Duits schrijver, advocaat en geschiedkundige. 
Dahn werd vooral bekend vanwege zijn historische roman Strijd om Rome, die de ondergang van het Ostrogotische Rijk behandelt. Deze roman werd in 1968/1969 ook verfilmd.